# Mỹ nhân (phim truyền hình)
Mỹ nhân (Hàn văn: 미녀의 탄생, chữ Hán: 美女的誕生) là bộ phim truyền hình hài, lãng mạn cuối tuần Hàn Quốc lấy chủ đề về thói sống trọng hình thức, vẻ ngoài của xã hội hiện đại. Phim được sản xuất và lên sóng trong cuối năm 2014 bởi đài truyền hình SBS. Bộ phim được sản xuất bởi đạo diễn Lee Chang-min và biên kịch Yoon Yeong-mi, với sự tham gia diễn xuất của Han Ye Seul và Joo Sang-wook. Ca khúc chủ đề của bộ phim mang tên "SHE", trình bày bởi Jonghyun, thành viên nhóm SHINee.

## Cốt truyện
Bị phản bội, quá tổn thương, Sa Geum-ran, một phụ nữ trẻ có thân hình mập mạp, không thu hút, tuy sống sót sau vụ tai nạn giao thông, cô quyết định từ bỏ con người cũ của mình và tham gia vào một đợt phẫu thuật thẩm mỹ để trở nên xinh đẹp. Mục tiêu của cô là để trả thù những người đã coi thường và làm tổn thương cô. Được sự giúp đỡ từ một bác sĩ phẫu thuật thẩm mỹ tên Han Tae-hui, Geum-ran trải qua những đợt giảm cân, phẫu thuật, và tập luyện để trở thành một con người mới, một phụ nữ xinh đẹp mà ai cũng phải ước ao. Cô tự gọi mình là "Sarah" và bắt đầu kế hoạch trả thù của mình...

## Diễn viên

### Diễn viên chính
- Han Ye Seul vai Sarah
- Joo Sang-wook vai Han Tae-hui (Hàn Thái Hy)

### Diễn viên phụ
- Ha Jae-suk vai Sa Geum-ran (Sa Kim Lan)
- Jeong Gyu-woon vai Lee Gang-jun (Lý Khang Tuấn)
- Wang Ji-hye vai Kyo Chae-yeon (Kiều Thải Nghiên)
- Han Jin-hui vai Lee Jeong-sik (Lý Chính Thực)
- Kim Yeong-ae vai Go Sun-dong (Cao Thuận Đồng)
- Kang Gyeong-heon vai Lee Jin-yeong (Lý Trân Oánh)
- Jin Ye-sol vai Lee Min-yeong (Lý Mẫn Oánh)
- Kim Yeong-ok vai Shin Hui-ja (Thân Hy Tử)
- Han Sang-jin vai Han Min-hyeok (Hàn Dân Hách)
- In Gyo-jin vai Gyo Ji-hun (Kiều Chí Huân)
- Kim Yong-rim vai Phu nhân Park
- Shim I-yeong vai Eun Gyeong-ju (Ân Khánh Châu)
- Kim Cheong vai Son Ji-suk (Tôn Chí Thục)
- Lee Jong-nam vai Shim Yeo-ok (Thẩm Như Ngọc)

## Giải thưởng và đề cử
| Năm  | Giải thưởng          | Thể loại                                         | Đề cử                        | Kết quả   |
| ---- | -------------------- | ------------------------------------------------ | ---------------------------- | --------- |
| 2014 | SBS Drama Awards     | Giải xuất sắc, diễn viên trong drama đặc biệt    | Joo Sang-wook                | Đề cử     |
| 2014 | SBS Drama Awards     | Giải xuất sắc, nữ diễn viên trong drama đặc biệt | Han Ye Seul                  | Đoạt giải |
| 2014 | SBS Drama Awards     | Giải đặc biệt, diễn viên trong drama đặc biệt    | Han Sang-jin                 | Đề cử     |
| 2014 | SBS Drama Awards     | Top 10 ngôi sao                                  | Han Ye Seul                  | Đoạt giải |
| 2014 | SBS Drama Awards     | Top 10 ngôi sao                                  | Joo Sang-wook                | Đoạt giải |
| 2014 | SBS Drama Awards     | Giải cư dân mạng bình chọn                       | Han Ye Seul                  | Đề cử     |
| 2014 | SBS Drama Awards     | Giải cư dân mạng bình chọn                       | Joo Sang-wook                | Đề cử     |
| 2014 | SBS Drama Awards     | Cặp đôi xuất sắc nhất                            | Joo Sang-wook và Han Ye Seul | Đoạt giải |
| 2015 | 15th Hwajeong Awards | Nữ diễn viên xuất sắc toàn cầu                   | Han Ye Seul                  | Đoạt giải |

## Phát sóng quốc tế
- Singapore,  Malaysia,  Indonesia - Phát sóng từ 18 tháng 5 năm 2015 trên ONE TV ASIA.
- Philippines - Phát sóng trên GMA Network từ 15 tháng 6 năm 2015 thay thế cho The Mermaid